# 한국호텔업협회
한국호텔업협회는 1996년 9월 12일 설립된 대한민국 문화체육관광부 소관의 사단법인이다. 